# Суарес, Эдмундо
Эдму́ндо Суа́рес Траба́нко (исп. Edmundo Suárez Trabanco; 22 января 1916, Баракальдо, Бискайя — 14 декабря 1978, Валенсия, Валенсия), более известный как Му́ндо (исп. Mundo) — испанский футболист и футбольный тренер.
Эдмундо Суарес считается одним из величайших футболистов в истории клуба «Валенсия» и всего испанского футбола. Двукратный обладатель Трофея Пичичи, легендарный Мундо входит в десятку лучших голеадоров чемпионата Испании за всю его историю.

## Клубная карьера
Эдмундо Суарес начинал карьеру футболиста в различных любительских командах родной Страны Басков, вскоре обратив на себя внимание сильнейшей баскской команды — «Атлетика», но дебюту молодого форварда в основном составе помешала начавшаяся гражданская война. Проведя некоторое время в армейской команде «Возвращение Востока» (исп. Recuperación de Levante), собранной на территории, контролируемой франкистами, из футболистов, призванных на военную службу, в 1939 году Суарес был приглашён в «Валенсию», в составе которой провёл 11 сезонов.
40-е годы стали временем расцвета «Валенсии»: команда на равных конкурировала с тогдашними лидерами испанского футбола: «Барселоной», мадридским «Атлетико» и «Севильей». «Летучие мыши» трижды (в 1942, 1944 и 1947 годах) становились чемпионами Испании (дважды — 1948, 1949 — команда стала второй, один раз — 1941 — третьей) и 2 раза выиграли Кубок Генералиссимуса — в 1941 и 1949 годах (ещё трижды — в 1944, 1945 и 1946 годах — дойдя до финала). Лицом клуба, лидером его нападения стал Эдмундо Суарес: габаритный, физически мощный форвард, заслуживший прозвище Мундо («мир» по-испански), 8 сезонов подряд (с 1939/40 по 1946/47) становился лучшим бомбардиром команды (результат, непревзойдённый до сих пор), дважды — в 1942 (27 голов) и 1944 (28 голов) годах — став лауреатом Трофея Пичичи.
В 1950 году Эдмундо Суарес покинул «Валенсию». Отыграв ещё один сезон в команде «Алькояно», Мундо повесил бутсы на гвоздь.

## Карьера в сборной
Эдмундо Суарес сыграл за национальную команду 3 матча (в 1941—1942 годах), забил три мяча.

## Тренерская карьера
Тренерскую карьеру Эдмундо Суарес начал в 1958 году, возглавив хихонский «Спортинг». В 1964 году Мундо стал главным тренером «Валенсии», сменив по ходу сезона на этом посту другого известного в прошлом футболиста клуба — Бернардино Пасьегито Переса. Под руководством Суареса «Валенсия» дошла до финала Кубка ярмарок, где проиграла «Сарагосе». В 1965 году Эдмундо Суарес уступил пост главного тренера «Валенсии» Сабино Баринаге, но через некоторое время руководство клуба, недовольное неудачным выступлением команды в первенстве, вновь пригласило Мундо на должность тренера. В 1967 году «Валенсия» под руководством Эдмундо Суареса завоевала Кубок Испании, но это был первый и последний трофей, завоёванный Мундо в качестве тренера: уже в 1968 году он был уволен со своего поста за низкие спортивные результаты команды.

## Достижения

### В качестве игрока
- Чемпион Испании (3): 1942, 1944, 1947
- Обладатель Кубка Испании (2): 1941, 1949
- Лучший бомбардир чемпионата Испании (2): 1942, 1944
- Лучший бомбардир в истории «Валенсии»: 261 гол

### В качестве тренера
- Обладатель Кубка Испании: 1967

## Статистика выступлений
| Клуб             | Сезон            | Лига | Лига | Кубок Испании | Кубок Испании | Прочие | Прочие | Итого | Итого |
| Клуб             | Сезон            | Игры | Голы | Игры          | Голы          | Игры   | Голы   | Игры  | Голы  |
| ---------------- | ---------------- | ---- | ---- | ------------- | ------------- | ------ | ------ | ----- | ----- |
| Атлетик Бильбао  | 1935/36          | 0    | 0    | 0             | 0             | 1      | 0      | 1     | 0     |
| Атлетик Бильбао  | Итого            | 0    | 0    | 0             | 0             | 1      | 0      | 1     | 0     |
| Валенсия         | 1939/40          | 20   | 14   | 8             | 11            | 10     | 21     | 38    | 46    |
| Валенсия         | 1940/41          | 22   | 21   | 7             | 9             | 4      | 2      | 33    | 32    |
| Валенсия         | 1941/42          | 25   | 27   | 7             | 7             | -      | -      | 32    | 34    |
| Валенсия         | 1942/43          | 22   | 23   | 7             | 4             | -      | -      | 29    | 27    |
| Валенсия         | 1943/44          | 26   | 28   | 7             | 5             | -      | -      | 33    | 33    |
| Валенсия         | 1944/45          | 21   | 17   | 9             | 10            | -      | -      | 30    | 27    |
| Валенсия         | 1945/46          | 25   | 20   | 9             | 3             | 0      | 0      | 34    | 23    |
| Валенсия         | 1946/47          | 10   | 10   | 3             | 1             | -      | -      | 13    | 11    |
| Валенсия         | 1947/48          | 11   | 5    | 0             | 0             | 2      | 0      | 13    | 5     |
| Валенсия         | 1948/49          | 22   | 19   | 6             | 2             | 0      | 0      | 28    | 21    |
| Валенсия         | 1949/50          | 6    | 2    | 0             | 0             | 0      | 0      | 6     | 2     |
| Валенсия         | Итого            | 210  | 186  | 63            | 52            | 16     | 23     | 289   | 261   |
| Алькояно         | 1950/51          | 21   | 9    | 0             | 0             | -      | -      | 21    | 9     |
| Алькояно         | Итого            | 21   | 9    | 0             | 0             | 0      | 0      | 21    | 9     |
| Всего за карьеру | Всего за карьеру | 231  | 195  | 63            | 52            | 17     | 23     | 311   | 270   |